# Gertrude Hildebrandt-Eggert
Gertrude Hildebrandt-Eggert (geborene Gertrude Roth; * 8. April 1858 in Bernburg, Provinz Sachsen, Königreich Preußen; † nach 1902) war eine deutsche Übersetzerin.

## Leben
Die Eltern waren der Regierungsrat Emil Roth und dessen Frau Agnes, geborene Tilly.
Gertrude heiratete 1890 den Professor Udo Eggert und lebte mit ihm in Göttingen. 1897 zogen sie nach Tokio, wo sie drei Kinder hatten. 1893 zog Gertrude Eggert nach dem Tod des Mannes nach Berlin und eröffnete dort ein Pensionat. 1897 heiratete sie den Publizisten Martin Hildebrandt.

## Publikationen
Gertrude Hildebrandt-Eggert übersetzte englische Romane, die als Bücher oder in Zeitschriften veröffentlicht wurden.
- Francis Marion Crawford: Die Kinder des Königs, Hillger, Berlin, 1897, autorisierte Übersetzung
- Mrs. Alexander: Zu Tode gehetzt, Hillger, Berlin, 1897
- Francis Crawford: Corleone, 2 Bände, Friedrich Ernst Fehsenfeld, Freiburg i. Br. 1900
- Bithia M. Croker: P. P. C., Fehsenfeld Freiburg

- H. Rider Haggard: Das Herz der Welt, Neudruck 2015
- Richard Henry Savage: Die Prinzeß von Alaska, Neudruck 2017
- Rebecca Harding Davis, Richard Harding Davis: Gallegher und andere Geschichten, Hillger, Berlin, [1903]